# مجلة صحة شرق البحر الأبيض المتوسط
مجلة الصحية لشرق المتوسط هي مجلة رعاية صحية ينشرها المكتب الإقليمي لشرق المتوسط لمنظمة الصحة العالمية التابعة لمنظمة الصحة العالمية. وهو يغطي الأبحاث في مجال الصحة العامة وما يتصل بها من موضوعات طبية أو تقنية ذات صلة، مع أهمية خاصة لمنطقة شرق البحر الأبيض المتوسط. تأسست عام 1995، مقالاتها باللغة العربية أو الإنجليزية أو الفرنسية.

## مجال المجلة
تشمل منطقة شرق البحر الأبيض المتوسط، كما تغطي المجلة، أفغانستان والبحرين وجيبوتي ومصر وجمهورية إيران الإسلامية والعراق والأردن والكويت ولبنان والجماهيرية العربية الليبية والمغرب وعمان وباكستان وفلسطين وقطر والمملكة العربية السعودية، الصومال، وجنوب السودان، والسودان، والجمهورية العربية السورية، وتونس، والإمارات العربية المتحدة، واليمن.

## روابط خارجية
- الموقع الرسمي